# براندون ماكراي
براندون ماكراي (بالإنجليزية: Brandon McRae)‏ هو لاعب كرة قدم أمريكية أمريكي، ولد في 5 مارس 1986 في بوسطن في الولايات المتحدة.

## وصلات خارجية
- براندون ماكراي على موقع JustSportsStats.com (الإنجليزية)